# Alhóndiga
Alhóndiga település Spanyolországban, Guadalajara tartományban. Alhóndiga Auñón, Berninches és Fuentelencina községekkel határos. Lakosainak száma 176 fő (2024).

## Népesség
A település lakosságának változását az alábbi diagram mutatja:
| Lakosok száma | 230  | 244  | 238  | 207  | 206  | 196  | 172  | 157  | 157  | 176  |
|               | 2001 | 2004 | 2006 | 2009 | 2011 | 2014 | 2016 | 2019 | 2021 | 2024 |